# Eleições legislativas portuguesas de 1987 no distrito de Portalegre
| Eleições legislativas portuguesas de 1987 Distritos: Aveiro \| Beja \| Braga \| Bragança \| Castelo Branco \| Coimbra \| Évora \| Faro \| Guarda \| Leiria \| Lisboa \| Portalegre \| Porto \| Santarém \| Setúbal \| Viana do Castelo \| Vila Real \| Viseu \| Açores \| Madeira \| Estrangeiro |

## Resultados por Concelho
Os resultados nos concelhos do Distrito de Portalegre foram os seguintes:

### Alter do Chão
| Partido                 | Partido                           | Votos | %               | +/-   |
| ----------------------- | --------------------------------- | ----- | --------------- | ----- |
|                         | Partido Social Democrata          | 1 185 | 38,32 / 100,00  | 16,54 |
|                         | Coligação Democrática Unitária    | 708   | 22,90 / 100,00  | 4,84  |
|                         | Partido Socialista                | 677   | 21,90 / 100,00  | 1,68  |
|                         | Partido Renovador Democrático     | 177   | 5,72 / 100,00   | 9,43  |
|                         | Centro Democrático e Social       | 72    | 2,33 / 100,00   | 1,51  |
|                         | Partido Socialista Revolucionário | 31    | 1,00 / 100,00   | 0,13  |
|                         | Outros                            | 134   | 4,33 / 100,00   |       |
| Votos Inválidos         | Votos Inválidos                   | 108   | 3,50 / 100,00   | 0,25  |
| Total                   | Total                             | 3 092 | 100,00 / 100,00 |       |
| Eleitorado/Participação | Eleitorado/Participação           | 4 118 | 75,08 / 100,00  | 5,47  |

### Arronches
| Partido                 | Partido                        | Votos | %               | +/-   |
| ----------------------- | ------------------------------ | ----- | --------------- | ----- |
|                         | Partido Social Democrata       | 944   | 37,79 / 100,00  | 15,35 |
|                         | Partido Socialista             | 817   | 32,71 / 100,00  | 4,21  |
|                         | Coligação Democrática Unitária | 375   | 15,01 / 100,00  | 5,88  |
|                         | Partido Renovador Democrático  | 129   | 5,16 / 100,00   | 11,30 |
|                         | Centro Democrático e Social    | 85    | 3,40 / 100,00   | 1,62  |
|                         | Outros                         | 83    | 3,32 / 100,00   |       |
| Votos Inválidos         | Votos Inválidos                | 65    | 2,60 / 100,00   | 0,46  |
| Total                   | Total                          | 2 498 | 100,00 / 100,00 |       |
| Eleitorado/Participação | Eleitorado/Participação        | 3 477 | 71,84 / 100,00  | 5,30  |

### Avis
| Partido                 | Partido                        | Votos | %               | +/-  |
| ----------------------- | ------------------------------ | ----- | --------------- | ---- |
|                         | Coligação Democrática Unitária | 2 120 | 52,37 / 100,00  | 1,11 |
|                         | Partido Social Democrata       | 1 006 | 24,85 / 100,00  | 7,74 |
|                         | Partido Socialista             | 585   | 14,45 / 100,00  | 2,75 |
|                         | Partido Renovador Democrático  | 133   | 3,29 / 100,00   | 3,52 |
|                         | Centro Democrático e Social    | 55    | 1,36 / 100,00   | 0,30 |
|                         | Outros                         | 75    | 1,83 / 100,00   |      |
| Votos Inválidos         | Votos Inválidos                | 74    | 1,83 / 100,00   | 0,37 |
| Total                   | Total                          | 4 048 | 100,00 / 100,00 |      |
| Eleitorado/Participação | Eleitorado/Participação        | 4 812 | 84,12 / 100,00  | 5,11 |

### Campo Maior
| Partido                 | Partido                        | Votos | %               | +/-  |
| ----------------------- | ------------------------------ | ----- | --------------- | ---- |
|                         | Partido Socialista             | 1 797 | 34,73 / 100,00  | 0,41 |
|                         | Coligação Democrática Unitária | 1 758 | 33,98 / 100,00  | 3,88 |
|                         | Partido Social Democrata       | 1 107 | 21,40 / 100,00  | 9,44 |
|                         | Partido Renovador Democrático  | 253   | 4,89 / 100,00   | 4,81 |
|                         | Centro Democrático e Social    | 54    | 1,04 / 100,00   | 1,02 |
|                         | Outros                         | 109   | 2,10 / 100,00   |      |
| Votos Inválidos         | Votos Inválidos                | 96    | 1,85 / 100,00   | 0,12 |
| Total                   | Total                          | 5 174 | 100,00 / 100,00 |      |
| Eleitorado/Participação | Eleitorado/Participação        | 6 752 | 76,63 / 100,00  | 1,34 |

### Castelo de Vide
| Partido                 | Partido                           | Votos | %               | +/-   |
| ----------------------- | --------------------------------- | ----- | --------------- | ----- |
|                         | Partido Social Democrata          | 1 044 | 39,70 / 100,00  | 24,35 |
|                         | Partido Socialista                | 757   | 28,78 / 100,00  | 1,49  |
|                         | Coligação Democrática Unitária    | 276   | 10,49 / 100,00  | 4,22  |
|                         | Partido Renovador Democrático     | 175   | 6,65 / 100,00   | 18,53 |
|                         | Centro Democrático e Social       | 112   | 4,26 / 100,00   | 0,20  |
|                         | Partido Socialista Revolucionário | 32    | 1,22 / 100,00   | 0,19  |
|                         | União Democrática Popular         | 28    | 1,06 / 100,00   | 0,11  |
|                         | Partido da Democracia Cristã      | 28    | 1,06 / 100,00   | 0,04  |
|                         | Outros                            | 72    | 2,73 / 100,00   |       |
| Votos Inválidos         | Votos Inválidos                   | 106   | 4,03 / 100,00   | 0,25  |
| Total                   | Total                             | 2 630 | 100,00 / 100,00 |       |
| Eleitorado/Participação | Eleitorado/Participação           | 3 603 | 72,99 / 100,00  | 5,20  |

### Crato
| Partido                 | Partido                        | Votos | %               | +/-   |
| ----------------------- | ------------------------------ | ----- | --------------- | ----- |
|                         | Partido Socialista             | 1 133 | 32,79 / 100,00  | 2,99  |
|                         | Partido Social Democrata       | 1 071 | 31,00 / 100,00  | 19,75 |
|                         | Coligação Democrática Unitária | 694   | 20,09 / 100,00  | 6,93  |
|                         | Partido Renovador Democrático  | 152   | 4,40 / 100,00   | 15,14 |
|                         | Centro Democrático e Social    | 98    | 2,84 / 100,00   | 1,78  |
|                         | União Democrática Popular      | 39    | 1,13 / 100,00   | 0,11  |
|                         | Outros                         | 161   | 4,66 / 100,00   |       |
| Votos Inválidos         | Votos Inválidos                | 107   | 3,10 / 100,00   | 0,75  |
| Total                   | Total                          | 3 455 | 100,00 / 100,00 |       |
| Eleitorado/Participação | Eleitorado/Participação        | 4 504 | 76,71 / 100,00  | 3,14  |

### Elvas
| Partido                 | Partido                           | Votos  | %               | +/-   |
| ----------------------- | --------------------------------- | ------ | --------------- | ----- |
|                         | Partido Social Democrata          | 5 642  | 41,12 / 100,00  | 20,48 |
|                         | Partido Socialista                | 3 243  | 23,64 / 100,00  | 0,78  |
|                         | Coligação Democrática Unitária    | 2 011  | 14,66 / 100,00  | 5,40  |
|                         | Partido Renovador Democrático     | 1 209  | 8,81 / 100,00   | 14,63 |
|                         | Centro Democrático e Social       | 556    | 4,05 / 100,00   | 2,18  |
|                         | Partido Socialista Revolucionário | 166    | 1,21 / 100,00   | 0,11  |
|                         | Outros                            | 564    | 4,11 / 100,00   |       |
| Votos Inválidos         | Votos Inválidos                   | 329    | 2,40 / 100,00   | 0,35  |
| Total                   | Total                             | 13 720 | 100,00 / 100,00 |       |
| Eleitorado/Participação | Eleitorado/Participação           | 19 151 | 71,64 / 100,00  | 7,93  |

### Fronteira
| Partido                 | Partido                        | Votos | %               | +/-   |
| ----------------------- | ------------------------------ | ----- | --------------- | ----- |
|                         | Partido Social Democrata       | 1 023 | 35,37 / 100,00  | 10,99 |
|                         | Partido Socialista             | 763   | 26,38 / 100,00  | 2,66  |
|                         | Coligação Democrática Unitária | 683   | 23,62 / 100,00  | 2,96  |
|                         | Partido Renovador Democrático  | 141   | 4,88 / 100,00   | 9,90  |
|                         | Centro Democrático e Social    | 80    | 2,77 / 100,00   | 1,07  |
|                         | Outros                         | 125   | 4,32 / 100,00   |       |
| Votos Inválidos         | Votos Inválidos                | 77    | 2,66 / 100,00   | 0,59  |
| Total                   | Total                          | 2 892 | 100,00 / 100,00 |       |
| Eleitorado/Participação | Eleitorado/Participação        | 3 562 | 81,19 / 100,00  | 2,97  |

### Gavião
| Partido                 | Partido                           | Votos | %               | +/-   |
| ----------------------- | --------------------------------- | ----- | --------------- | ----- |
|                         | Partido Socialista                | 1 598 | 40,01 / 100,00  | 10,38 |
|                         | Partido Social Democrata          | 1 079 | 27,02 / 100,00  | 14,43 |
|                         | Coligação Democrática Unitária    | 509   | 12,74 / 100,00  | 6,15  |
|                         | Partido Renovador Democrático     | 303   | 7,59 / 100,00   | 17,21 |
|                         | Centro Democrático e Social       | 103   | 2,58 / 100,00   | 3,69  |
|                         | Partido Socialista Revolucionário | 48    | 1,20 / 100,00   | 0,06  |
|                         | União Democrática Popular         | 42    | 1,05 / 100,00   | 0,17  |
|                         | Outros                            | 154   | 3,87 / 100,00   |       |
| Votos Inválidos         | Votos Inválidos                   | 158   | 3,95 / 100,00   | 0,25  |
| Total                   | Total                             | 3 994 | 100,00 / 100,00 |       |
| Eleitorado/Participação | Eleitorado/Participação           | 5 622 | 71,04 / 100,00  | 2,71  |

### Marvão
| Partido                 | Partido                           | Votos | %               | +/-   |
| ----------------------- | --------------------------------- | ----- | --------------- | ----- |
|                         | Partido Social Democrata          | 1 438 | 45,72 / 100,00  | 24,32 |
|                         | Partido Socialista                | 836   | 26,58 / 100,00  | 2,65  |
|                         | Partido Renovador Democrático     | 237   | 7,54 / 100,00   | 16,23 |
|                         | Coligação Democrática Unitária    | 212   | 6,74 / 100,00   | 1,99  |
|                         | Centro Democrático e Social       | 127   | 4,04 / 100,00   | 3,26  |
|                         | Partido Socialista Revolucionário | 32    | 1,02 / 100,00   | 0,26  |
|                         | Outros                            | 141   | 4,48 / 100,00   |       |
| Votos Inválidos         | Votos Inválidos                   | 122   | 3,88 / 100,00   | 0,64  |
| Total                   | Total                             | 3 145 | 100,00 / 100,00 |       |
| Eleitorado/Participação | Eleitorado/Participação           | 4 327 | 72,68 / 100,00  | 6,11  |

### Monforte
| Partido                 | Partido                           | Votos | %               | +/-   |
| ----------------------- | --------------------------------- | ----- | --------------- | ----- |
|                         | Partido Social Democrata          | 767   | 32,23 / 100,00  | 15,14 |
|                         | Coligação Democrática Unitária    | 514   | 21,60 / 100,00  | 6,72  |
|                         | Partido Socialista                | 453   | 19,03 / 100,00  | 1,86  |
|                         | Partido Renovador Democrático     | 278   | 11,68 / 100,00  | 10,80 |
|                         | Centro Democrático e Social       | 118   | 4,96 / 100,00   | 1,91  |
|                         | União Democrática Popular         | 28    | 1,18 / 100,00   | 0,07  |
|                         | Partido Socialista Revolucionário | 28    | 1,18 / 100,00   | 0,27  |
|                         | Outros                            | 84    | 3,52 / 100,00   |       |
| Votos Inválidos         | Votos Inválidos                   | 110   | 4,62 / 100,00   | 1,58  |
| Total                   | Total                             | 2 380 | 100,00 / 100,00 |       |
| Eleitorado/Participação | Eleitorado/Participação           | 3 340 | 71,26 / 100,00  | 8,33  |

### Nisa
| Partido                 | Partido                           | Votos | %               | +/-   |
| ----------------------- | --------------------------------- | ----- | --------------- | ----- |
|                         | Partido Social Democrata          | 2 896 | 41,95 / 100,00  | 20,78 |
|                         | Partido Socialista                | 1 597 | 23,13 / 100,00  | 0,06  |
|                         | Coligação Democrática Unitária    | 1 166 | 16,89 / 100,00  | 5,99  |
|                         | Partido Renovador Democrático     | 339   | 4,91 / 100,00   | 15,58 |
|                         | Centro Democrático e Social       | 260   | 3,77 / 100,00   | 0,97  |
|                         | Partido Socialista Revolucionário | 75    | 1,09 / 100,00   | 0,11  |
|                         | Outros                            | 307   | 4,45 / 100,00   |       |
| Votos Inválidos         | Votos Inválidos                   | 264   | 3,83 / 100,00   | 0,51  |
| Total                   | Total                             | 6 904 | 100,00 / 100,00 |       |
| Eleitorado/Participação | Eleitorado/Participação           | 9 250 | 74,64 / 100,00  | 3,74  |

### Ponte de Sôr
| Partido                 | Partido                        | Votos  | %               | +/-   |
| ----------------------- | ------------------------------ | ------ | --------------- | ----- |
|                         | Coligação Democrática Unitária | 4 090  | 36,03 / 100,00  | 4,56  |
|                         | Partido Social Democrata       | 3 729  | 32,85 / 100,00  | 13,01 |
|                         | Partido Socialista             | 1 676  | 14,76 / 100,00  | 0,79  |
|                         | Partido Renovador Democrático  | 697    | 6,14 / 100,00   | 8,16  |
|                         | Centro Democrático e Social    | 310    | 2,73 / 100,00   | 1,56  |
|                         | Outros                         | 542    | 4,77 / 100,00   |       |
| Votos Inválidos         | Votos Inválidos                | 308    | 2,71 / 100,00   | 0,14  |
| Total                   | Total                          | 11 352 | 100,00 / 100,00 |       |
| Eleitorado/Participação | Eleitorado/Participação        | 15 478 | 73,34 / 100,00  | 4,81  |

### Portalegre
| Partido                 | Partido                        | Votos  | %               | +/-   |
| ----------------------- | ------------------------------ | ------ | --------------- | ----- |
|                         | Partido Social Democrata       | 7 693  | 44,54 / 100,00  | 18,94 |
|                         | Partido Socialista             | 5 433  | 31,45 / 100,00  | 3,12  |
|                         | Coligação Democrática Unitária | 1 620  | 9,38 / 100,00   | 2,75  |
|                         | Partido Renovador Democrático  | 1 087  | 6,29 / 100,00   | 16,16 |
|                         | Centro Democrático e Social    | 529    | 3,06 / 100,00   | 2,86  |
|                         | Outros                         | 535    | 3,11 / 100,00   |       |
| Votos Inválidos         | Votos Inválidos                | 376    | 2,18 / 100,00   | 0,91  |
| Total                   | Total                          | 17 273 | 100,00 / 100,00 |       |
| Eleitorado/Participação | Eleitorado/Participação        | 22 466 | 76,89 / 100,00  | 5,30  |

### Sousel
| Partido                 | Partido                         | Votos | %               | +/-  |
| ----------------------- | ------------------------------- | ----- | --------------- | ---- |
|                         | Partido Social Democrata        | 1 896 | 42,93 / 100,00  | 7,95 |
|                         | Coligação Democrática Unitária  | 1 316 | 29,79 / 100,00  | 5,90 |
|                         | Partido Socialista              | 546   | 12,36 / 100,00  | 2,08 |
|                         | Partido Renovador Democrático   | 205   | 4,64 / 100,00   | 5,49 |
|                         | Movimento Democrático Português | 102   | 2,31 / 100,00   | -    |
|                         | Centro Democrático e Social     | 98    | 2,22 / 100,00   | 0,43 |
|                         | Outros                          | 130   | 2,94 / 100,00   |      |
| Votos Inválidos         | Votos Inválidos                 | 124   | 2,80 / 100,00   | 0,44 |
| Total                   | Total                           | 4 417 | 100,00 / 100,00 |      |
| Eleitorado/Participação | Eleitorado/Participação         | 5 623 | 78,55 / 100,00  | 5,03 |